# Пикьон, Фредерик
Фредери́к Пикьо́н (фр. Frédéric Piquionne; 8 декабря 1978, Нумеа, Новая Каледония) — французский футболист, нападающий.

## Клубная карьера

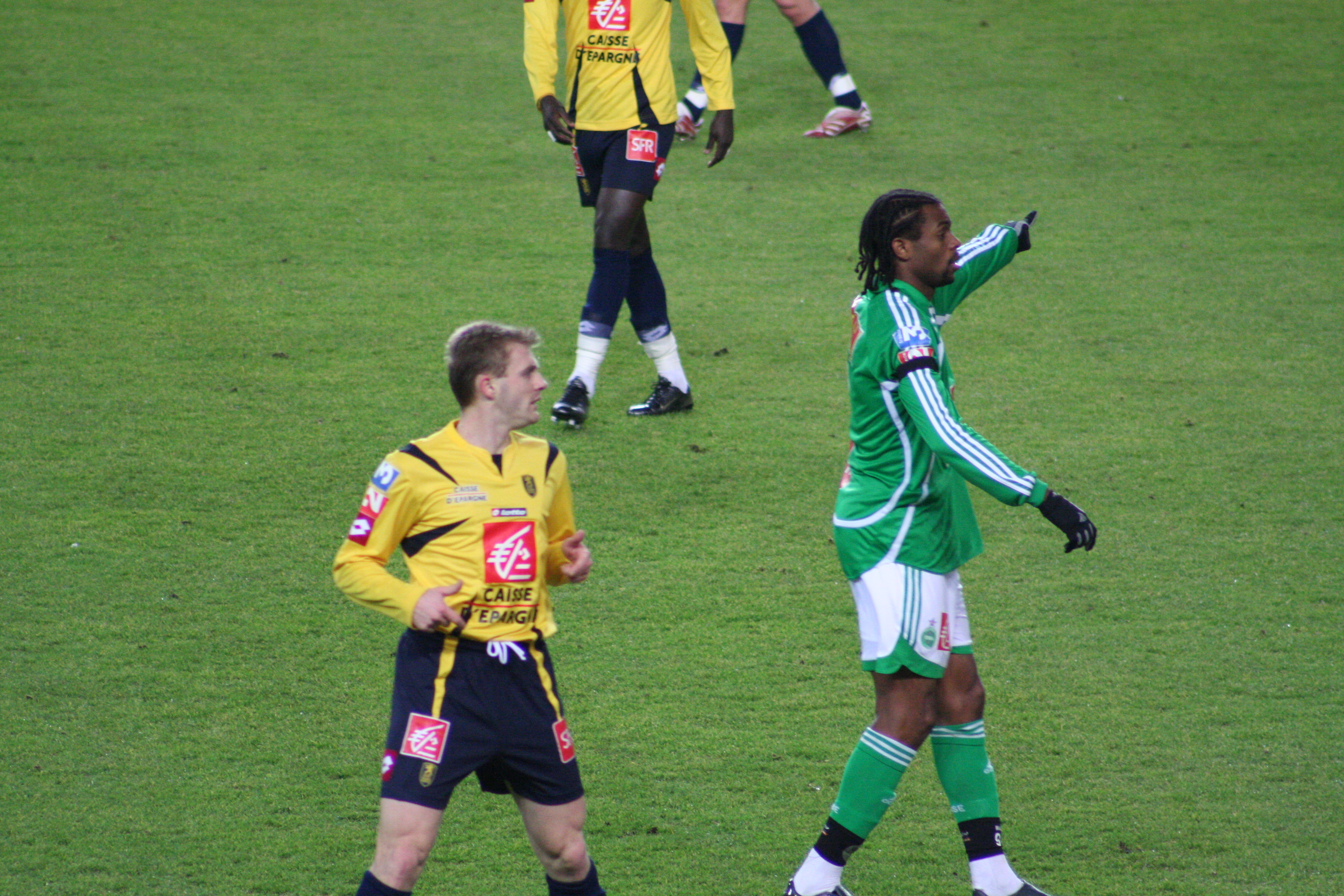
Фредерик Пикьон (справа)

Фредерик Пикьон по прозвищу Piqi-Pedia играл в пригороде Парижа, в Шарантоне и ФК «Париже», затем он отправился в Мартинику в 2000 году и согласился играть за «Ним Олимпик», где он сыграл несколько матчей во втором дивизионе.
Вскоре он был замечен «Ренном». Первый раз — когда он играл в первом французском дивизионе 28 июля 2001 года в матче «Ренн» — «Осер» (0:5). В своем первом сезоне в первом дивизионе Пикьон забил 3 гола в 20 матчах. В своем втором сезоне (2002/03) он забил 10 голов, когда ещё клуб тренировал Вахид Халилходжич. С новым тренером Ласло Бёлёни, а также с его товарищем по команде Александром Фрайем у Пикьона были плохие взаимоотношения, вследствие чего окончание сезона 2003/04 прошло менее удовлетворительно.
Сент-Этьен был заинтересован в нём, и у него не было каких-либо колебаний принять шанс сыграть для новой команды.
3 февраля 2007 года он сыграл свой первый матч в Лиге 1 за «Монако» в матче против «Осера» после переезда из «Сент-Этьена». Пикьон подписал 4-летний контракт за 4,5 миллиона евро с «Лионом» 31 июля 2008 года. Ему досталась футболка с номером 39.

### «Портсмут»
5 августа 2009 года было подтверждено, что Пикьон подписан «Портсмутом» в годовую аренду. В своём дебютном матче за «Помпи» против «Рейнджерс» на Фраттон Парк в товарищеском матче, он забил два гола, «Портсмут» выиграл со счетом 2:0 Пикьон дебютировал в премьер-лиге 15 августа 2009 года, поражением в матче против «Фулхэма» 0:1. Его первый гол за «Портсмут» пришёлся на победный матч (4:1) Кубка Футбольной лиги против «Херефорд Юнайтед» 25 августа 2009 года. Затем он дважды забил «Сток Сити» (4:0) 27 октября 2009 года, перед его первым голом в Премьер-лиге четыре дня спустя в очередной победе со счётом 4:0, обыграв на этот раз дома «Уиган». 16 декабря 2009 года, Пикьон забил свой второй гол в АПЛ за «Портсмут» в матче с «Челси» 1:2. Через неделю Пикьон забил второй гол «Портсмута» в матче, добыв столь необходимую победу 2:0 над «Ливерпулем» на «Фраттон Парк». Пикьон в настоящее время забил 10 голов во всех соревнованиях за время его пребывания в «Портсмуте», в том числе два гола в ворота «Бирмингем Сити» в Кубке Англии, что обеспечило «Портсмуту» выход в полуфинал Кубка. 11 апреля 2010 года Пикьон забил победный гол в матче с «Тоттенхэмом» 2:0, который вывел «Портсмут» в финал Кубка Англии второй раз за три года.

### «Вест Хэм Юнайтед»
16 июля 2010 года Пикьон подписал трёхлетний контракт с английским клубом «Вест Хэм Юнайтед». Сумма трансфера не разглашается. После подписания стал третьим летним приобретением «Вест Хэма». В Премьер-лиге дебютировал 14 августа в проигранном матче против «Астон Виллы», выйдя на замену Радославу Ковачу в начале второго тайма. Свой первый гол за «Вест Хэм» забил 21 сентября 2010 года в победном матче (2:1) с «Сандерлендом» в рамках третьего раунда Кубка Лиги. Свой первый гол в Премьер-лиге за «Вест Хэм» он забил 25 сентября 2010 года в победном матче (1:0) с «Тоттенхэм Хотспур». Этот гол также стал 10-тысячным в истории Английской Премьер-лиги.

### «Портленд Тимберс»
28 февраля 2013 года, подписав контракт на один год, Пикьон перешёл в «Портленд Тимберс» в MLS.

## Национальная сборная
Вызов в сборную Фредерик впервые получил к отборочному матчу Евро-2008 против Литвы, 24 марта 2007 года, но в том матче сыграть ему не удалось. Полноценный дебют за национальную команду состоялся 28 марта 2007 года, в товарищеском матче против Австрии, в котором он вышел на замену Абу Диаби на 78-й минуте. После этого Пикьон приглашений в сборную больше не получал, за исключением матча против Словакии в составе Франции в августе 2007 года.

## Личная жизнь
Есть дочь Уайлиз и сын Уэстин.

## Статистика

### Франция
| Сезон   | Клуб | Дивизион | Матчи | Голы |
| ------- | ---- | -------- | ----- | ---- |
| 2000/01 | Ним  | 2        | 8     | 3    |
| 2001/02 | Ренн | 1        | 20    | 3    |
| 2002/03 | Ренн | 1        | 31    | 12   |
| 2003/04 | Ренн | 1        | 32    | 5    |

### Англия
| Клуб              | Сезон   | Футбольная лига | Футбольная лига | Кубок Англии | Кубок Англии | Кубок Лиги | Кубок Лиги | Еврокубки | Еврокубки | Другие | Другие | Итого | Итого |
| Клуб              | Сезон   | Матчи           | Голы            | Матчи        | Голы         | Матчи      | Голы       | Матчи     | Голы      | Матчи  | Голы   | Матчи | Голы  |
| ----------------- | ------- | --------------- | --------------- | ------------ | ------------ | ---------- | ---------- | --------- | --------- | ------ | ------ | ----- | ----- |
| Портсмут (аренда) | 2009/10 | 34              | 5               | 7            | 3            | 4          | 3          | 0         | 0         | 0      | 0      | 45    | 11    |
| Вест Хэм Юнайтед  | 2010/11 | 7               | 2               | 0            | 0            | 2          | 1          | 0         | 0         | 0      | 0      | 9     | 3     |
| Итого             |         | 41              | 7               | 7            | 3            | 5          | 3          | 0         | 0         | 0      | 0      | 54    | 14    |